# Dido abandonada (Lampugnani)
Dido abandonada (título original en italiano La Didone Abbandonata) es un pastiche de ópera seria en tres actos del compositor Giovanni Battista Lampugnani (Milán, 1702 - Milán, 2 de junio de 1788), con libreto de Pietro Metastasio (Roma, 3 de enero de 1698 - Viena, 12 de abril de 1782), compuesta en el período barroco tardío. Se estrena en Padua en junio de 1739 en el Teatro degli Obizzi, y el 20 de enero de 1753 en el Teatro di San Carlo, en Nápoles.

## Antecedentes
Pietro Metastasio escribió este libreto en 1724 para que le pusiera música el compositor Domenico Sarro. El argumento se basa en los mitos de los textos clásicos de La Eneida de Virgilio, y Los Fastos de Ovidio. Se trata del primer libreto que establece el modelo de ópera seria, género de mayor importancia durante gran parte del siglo XVIII.

## Argumento
Dido, viuda de Siqueo, después de que su hermano Pigmalión, rey de Tiro, asesinase a su marido, huye a África donde funda la ciudad de Cartago, donde muchos pretendientes tratan de casarse con ella dada su gran fortuna. Jarbas, rey de los moros, le pretende insistentemente, sin éxito, puesto que Dido dice querer ser fiel a las cenizas de su esposo asesinado.
Por causas del sino, Enéas, habiendo sido destruida su patria Troya por los griegos, es arrastrado por una tempestad hasta las orillas de Cartago cuando se dirigía a Italia. Allí lo acoge Dido, que se enamora de él profundamente; sin embargo, mientras Enéas se complacía y se demoraba en Cartago por el amor de la reina, los dioses le ordenan marcharse y continuar su camino hacia Italia donde le prometieron que habría de resurgir una nueva Troya. Enéas obedece, y Dido, tras intentar detenerle en vano, prefiere la muerte al sufrimiento del abandono.
Todo esto lo cuenta Virgilio, uniendo el tiempo de la fundación de Cartago a los errores de Eneas, en un bello anacronismo.
Ovidio, en el tercer libro de sus Fastos, recoge que Jarbas se apoderó de Cartago tras la muerte de Dido, y que Ana, hermana de la misma, a la que llamaremos Selene, estaba ocultamente enamorada de Eneas.
Por comodidad de la representación se finge que Jarbas, atraído por ver a Dido, se introduce en Cartago como embajador de sí mismo, bajo el nombre de Arbace.

## Rasgos musicales
Se trata de una ópera seria en tres actos, como era común en su época. Se compone de seis voces y orquesta compuesta por oboes, tromba de Caccia, violines, viola y bajo. Las tesituras de los cantantes son las siguientes.
| Personaje                                  | Tesitura  |
| ------------------------------------------ | --------- |
| Dido, reina de Cartago                     | soprano   |
| Enéas, héroe troyano.                      | castrato  |
| Jarbas, rey moro bajo el nombre de Arbace. | contralto |
| Selene, hermana de Dido.                   | soprano   |
| Osmida, confidente de Dido.                | contralto |
| Araspe, confidente de Jarbas.              | tenor     |

## Representaciones
| Año  | Teatro                  | Lugar      |
| ---- | ----------------------- | ---------- |
| 1739 | Teatro Obizzi           | Padua      |
| 1742 | Teatro Solerio          | Alejandría |
| 1745 | Teatro                  | Crema      |
| 1753 | Teatro di San Carlo     | Nápoles    |
| 1754 | Teatro de la Academia   | Brescia    |
| 1763 | Teatro di Santa Cecilia | Palermo    |